# 武光誠
武光 誠（たけみつ まこと、1950年4月10日 - ）は、日本の歴史学者。明治学院大学名誉教授。
学位は、博士（文学）（東京大学・論文博士・2008年）（学位論文「古代太政官制の研究」）。

## 来歴
山口県生まれ。1963年神戸市立御影小学校卒業。1966年関西学院中学部卒業。1969年兵庫県立神戸高等学校卒業。1974年東京大学文学部卒業。同大学院国史学専攻に学び、1980年同博士課程単位取得退学。
1980年から明治学院大学一般教育部専任講師として勤務。1983年助教授。2002年明治学院大学教養教育センター教授。2008年、学位論文「古代太政官制の研究」で東京大学より博士（文学）の学位を取得した。2019年明治学院大学定年退職。

## 人物
- 古代律令制が専門だが、古代史に関する雑書を若いころから書き、日本史全般から世界史まで200冊近い一般向け書籍を書いている。
- 名字についての研究家でもある。
- 古事記出版大賞受賞[2]。

## 著書
- 『部民制』（吉川弘文館） 1981
- 『古代史入門ハンドブック』（雄山閣） 1983
- 『日本古代国家と律令制』（吉川弘文館） 1984
- 『聖徳太子 日本思想の源流』（同成社） 1984
- 『古代文化史入門ハンドブック』（雄山閣出版） 1985
- 『古代日本人の生活の謎』（大和書房） 1986
- 『邪馬台国100話』（立風書房） 1988
- 『甦った古代の占い 五十四星占術の相性診断』（毎日新聞社、ミューブックス） 1988
- 『九州水軍国家の興亡 新説・吉野ヶ里から邪馬台国まで』（学習研究社） 1990、のち文庫
- 『頭のよすぎる日本人 ジャポニズム意外な事実』（同文書院、快楽脳叢書） 1990
- 『水軍国家ヤマトの誕生 新説・日本のルーツ その謎を探る』（学研） 1990 のち文庫
- 『二十七占星術 六害宿 — あなたが、すべてを失う日』（光文社、カッパ・ブックス） 1990
- 『日本誕生 古代国家「大和」とまつろわぬ者たちの物語』（文藝春秋） 1991
- 『呪術が動かした日本史 聖徳太子から岸信介まで権力者が頼った闇の力』（ネスコ） 1991
- 『古代日本史の秘密 日本人の起源は? 邪馬台国はどこに!?』（広済堂出版） 1991
- 『「宿曜経」戦慄の大予言 — 世紀末の世界とあなたの運勢・相性が、いま明かされる ノストラダムスを超える占星の秘術』（HBJ出版局） 1991
- 『日本の神々の謎』（大和書房） 1992
- 『なるほど意外・日本史 歴史に隠されたアッ!と驚く真実!?』（日本文芸社、にちぶん文庫） 1992
- 『日本・超おもしろ古代史 神話・伝説に秘められた謎を解く』（日本文芸社、にちぶん文庫） 1992
- 『世界戦史99の謎 トロイア戦争から湾岸戦争まで』（PHP文庫） 1992
- 『テラスで読む邪馬台国の謎』（日本経済新聞社） 1992
- 『歴史から生まれた日本語語源詮索辞典 現代に生きる古代語・中世語』（創拓社） 1992
- 『甦える琉球王国 南海に生きる大琉球浪漫』（ベストセラーズ、ワニ文庫）1992
- 『謎の女王卑弥呼 邪馬台国の興亡』（大陸文庫） 1992
- 『黄金の平泉王国 奥州藤原政権の栄華と没落』（広済堂出版） 1993
- 『蘇我氏三代』（毎日新聞社） 1993
- 『日本の風習 — つい喋りたくなる謎話 年中行事や冠婚葬祭のいわれがわかる本』（青春出版社、青春BEST文庫）1993
- 『密教呪術と権力者 貴族と天皇を支配した修法』（ネスコ、文藝春秋） 1994
- 『騎馬民族と日本人 東アジア・紀元四世紀の謎に迫る』（PHP研究所） 1994
- 『言葉のルーツ物語 歴史を探ると日本語がわかる』（雄鶏社） 1994
- 『世にも怪奇な物語 — 古代日本で本当に起きた』（河出書房新社、KAWADE夢文庫）1994
- 『家康・吉宗の管理術 長期政権を支えた人材活用』（マガジンハウス） 1995、のち改題文庫化『誰も書かなかった徳川家の経営戦略』（中経の文庫）
- 『誤用だらけの日本語の謎 “ものの言い方"7つの大発見!』（青春出版社、プレイブックス）1995
- 『謎の加耶諸国と聖徳太子 朝鮮文化と日本文化の誕生』（ネスコ、文藝春秋） 1995、のち改題文庫化『日本と朝鮮はなぜ一つの国にならなかったのか』（新人物文庫）
- 『君臨する天皇 日本史最大の謎「天皇」の怪しい力』（文藝春秋） 1995、のち改題『知っておきたい日本の天皇』（角川ソフィア文庫）
- 『地名のルーツ物語 例えば「飛鳥」と「明日香」の地名の違いは?』（雄鶏社） 1995
- 『戦国の名脇役たち — 乱世に輝いた九つの才能』（PHP文庫） 1995
- 『古代史を知る事典』（東京堂出版） 1996
- 『家と子どもは誰のもの サイフを握った妻の日本史』（ネスコ） 1996
- 『真実の古代出雲王国 邪馬台国以前に存在した巨大宗教国家』（PHP研究所） 1996、のち文庫
- 『スキャンダル! 日本史 — 歴史の舞台裏をすっぱ抜くマル秘スクープの数々…』（河出書房新社、KAWADE夢文庫） 1996
- 『古代史大逆転 通説を疑う』（PHP研究所） 1997、のち改題文庫化『真説日本古代史』（PHP） 2013
- 『「魔」の日本古代遺跡 恐山、熊野、ストーンサークルに隠された魔の信仰とは?』（PHP研究所） 1997
- 『地名の由来を知る事典』（東京堂出版） 1997
- 『古代人と巨大建造物の謎 彼らはなぜ、どのように建てたのか?』（河出書房新社、KAWADE夢新書） 1998
- 『三角縁神獣鏡の死角』（新講社） 1998
- 『名字と日本人 先祖からのメッセージ』（文春新書） 1998
- 『歴史から生まれた日常語の由来辞典』（東京堂出版） 1998
- 『日本地図から歴史を読む方法 都市・街道・港・城跡…意外な日本史が見えてくる』（河出書房新社、KAWADE夢新書）1998　のち文庫
- 『律令制成立過程の研究』（雄山閣出版） 1998
- 『古代史のウソ どんどん見つかる新発見100』（世界文化社） 1999
- 『もののけと日本人』（Kiba Book） 1999
- 『地名から歴史を読む方法 地名の由来に秘められた意外な日本史』（河出書房新社、KAWADE夢新書）1999　のち改題文庫化『地名でわかるオモシロ日本史』（角川ソフィア文庫）
- 『藩と日本人 現代に生きる「お国柄」』（PHP新書） 1999、のち河出文庫
- 『「大和」から「日本」へ 古代統一国家の成立』（雄山閣出版） 1999
- 『律令太政官制の研究』（吉川弘文館） 1999
- 『古事記・日本書紀を知る事典』（東京堂出版） 1999
- 『凡将家康 天下取りの謎 — 独創性のない男が、なぜ覇者になれたのか』（祥伝社、ノン・ブック） 1999
- 『邪馬台国がみえてきた』（ちくま新書） 2000
- 『目からウロコの古代史 謎に満ちた時代を学ぶ面白さ!』（PHP研究所） 2000、のち文庫
- 『なぜ、そこが“事件の舞台"になったのか…意外な日本史が見えてくる』（河出書房新社、KAWADE夢新書） 2000、のち文庫
- 『県民性の日本地図』（文春新書） 2001
- 『民族の興亡が世界史をどう変えたか』（河出書房新社、KAWADE夢新書） 2001、のち文庫
- 『逆説から読みとく古代史 歴史が動いた「あの時」を検証する』（ベスト新書） 2001
- 『食の変遷から日本の歴史を読む方法』（河出書房新社） 2001、のち改題『イラスト図解版 食の進化から日本の歴史を読む方法』 2009
- 『戦争と革命は世界史をどう塗り替えたか』（河出書房新社、KAWADE夢新書） 2002、のち文庫
- 『京都の歴史』（河出書房新社） 2002
- 『韓国と日本の歴史地図 民族の源流をたどる』（青春出版社、プレイブックスインテリジェンス） 2002
- 『奈良の歴史』（河出書房新社、大人のための修学旅行 日本の歴史がはっきり見えてくる） 2002
- 『「鬼と魔」で読む日本古代史』（PHP文庫） 2003
- 『歴史地図で読み解く三国志』（青春出版社、プレイブックスインテリジェンス） 2003
- 『藩から読む幕末維新』（PHP新書） 2003
- 『大和朝廷と天皇家』（平凡社新書） 2003
- 『大坂商人』（ちくま新書） 2003
- 『日本人なら知っておきたい神道 神道から日本の歴史を読む方法』（河出書房新社、KAWADE夢新書）2003、のち改題『知っておきたい日本の神道』（角川ソフィア文庫）
- 『中国と日本の歴史地図』（ベスト新書） 2003
- 『意外と知らない迷走の近代日本史 現代日本を決定づけた、維新以降の20の大事件とは』（河出書房新社、KAWADE夢新書） 2003
- 『世界史に消えた海賊』（青春出版社（プレイブックスインテリジェンス） 2004
- 『海外貿易から読む戦国時代』（PHP新書） 2004
- 『海から来た日本史 有史以降の海外交流から見えてくる日本の歴史の意外な真相とは』（河出書房新社、KAWADE夢新書） 2004
- 『邪馬台国と大和朝廷』（平凡社新書） 2004
- 『地名の由来から知る日本の歴史』（ダイヤモンド社） 2004
- 『日本人なら知っておきたい武士道 誤解だらけの武士道の、本当の姿が見えてくる』（河出書房新社、KAWADE夢新書） 2004
- 『お札になった人々 お札の流通と経済のしくみが一目でわかる!』（青春出版社、武光誠の図説シリーズ） 2004
- 『日本の神々を知る神道 神々と日本人の心の交流をたどる!』（青春出版社、「神道」新書） 2005
- 『邪馬台国と卑弥呼の事典』（東京堂出版） 2005
- 『江戸日本を創った藩祖総覧』（PHP新書） 2005
- 『地図で読む日本古代戦史』（平凡社新書） 2005
- 『歴史を動かした名言』（ちくま新書） 2005
- 『大人のための古代史講座』（PHP研究所） 2005、のち改題文庫化『誰も書かなかった古代史の謎』（中経の文庫）
- 『知っておきたい日本の神様』（角川ソフィア文庫） 2005
- 『女帝の国、日本。』（宝島社新書） 2005
- 『たけみつ教授のホントは非常識な通説日本史』（リイド文庫） 2005
- 『武田二十四将 信玄を名将にした男たち』（PHP文庫） 2006
- 『一冊でつかむ日本史』（平凡社新書） 2006
- 『宗教の日本地図』（文春新書） 2006
- 『知っておきたい日本の仏教』（角川ソフィア文庫） 2006
- 『昔、日本人は「しつけ名人」だった 心の磨き方・器のつくり方』（サンマーク出版） 2006
- 『べらんめぇ大江戸講座 たけみつ教授に聞け! 江戸コトバも楽しく分かる』（リイド文庫） 2006
- 『敗者たちの幕末維新 徳川を支えた13人の戦い』（PHP文庫） 2007
- 『知っておきたい日本のご利益』（角川ソフィア文庫） 2007
- 『知っておきたい日本の名字と家紋』（角川ソフィア文庫） 2007
- 『関ケ原 誰が大合戦を仕掛けたか』（PHP新書） 2007
- 『広開土王の素顔 古代朝鮮と日本』（文春文庫） 2007
- 『天皇の日本史』（平凡社新書） 2007
- 『日本人なら知っておきたい名家・名門 "由緒ある家柄"から日本史を読む方法』（河出書房新社、KAWADE夢新書） 2007
- 『「図解」世界戦史の謎と真実 地図で読み解く名将たちの戦い』（PHP研究所） 2007
- 『蘇我氏の古代史 謎の一族はなぜ滅びたのか』（平凡社新書） 2008
- 『「型」と日本人 品性ある国の作法と美意識』（PHP新書） 2008、のち改題文庫化『日本人なら知っておきたい「所作」の型』（青春文庫）
- 『知識ゼロからの日本神話入門』（幻冬舎） 2008
- 『日本人なら知っておきたい日本人と戦争 歴史に刻まれた対外戦争の「なぜ?」を見つめ直す本』（河出書房新社、KAWADE夢新書） 2008
- 『日本史を動かした外国人 鉄砲伝来から開国前夜まで』（青春出版社、青春新書） 2009
- 『知っておきたい世界七大宗教』（角川文庫） 2009
- 『一冊でつかむ天皇と古代信仰』（平凡社新書） 2009
- 『日本人にとって「宗教」って何だろう 私たちの信仰心を、日本の歴史から読み解く本』（河出書房新社、KAWADE夢新書） 2009
- 『図解 仏教の不思議がよくわかる本 私たちに身近な仏とお寺の知識 これでわかった!』（PHP研究所） 2009
- 『知っておきたい日本の県民性』（角川文庫） 2009
- 『幕末土佐の12人』（PHP文庫） 2009
- 『意外な歴史が秘められた関西の地名100』（PHP研究所） 2010
- 『家紋に残された戦国武将五つの謎』（青春新書） 2010
- 『地方別・並列日本史』（PHP新書） 2010
- 『教科書が教えてくれない「奈良」歴史の謎』（ベスト新書） 2010
- 『日本人なら知っておきたい陰陽道の知恵 自然の摂理と調和し、心豊かに生きる方法』（河出書房新社、KAWADE夢新書） 2010
- 『お江 浅井三姉妹の戦国時代』（平凡社新書） 2011
- 『神道 図説神々との心の交流をたどる!』（青春新書インテリジェンス） 2010
- 『日本人なら知っておきたい古代神話と神々 この国の原点と大和民族の心を読み解く イラスト図解版』（河出書房新社） 2010
- 『一冊でつかむ古代日本』（平凡社新書） 2011
- 『奥州藤原三代の栄華と没落 黄金の都・平泉の歴史を巡る旅』（河出書房新社、KAWADE夢新書） 2011
- 『人物でわかるオモシロ源平合戦』（角川ソフィア文庫） 2011
- 『図説地図とあらすじでつかむ!日本史の全貌』（青春新書インテリジェンス） 2011
- 『平清盛 天皇に翻弄された平氏一族』（平凡社新書） 2011
- 『地図で読む『古事記』『日本書紀』』（PHP文庫） 2011
- 『日本人なら知っておきたい「もののけ」と神道 日本人の信仰のカタチは妖怪、化け物、怨霊から見えてくる!』（河出書房新社、 KAWADE夢新書） 2011
- 『ものづくりの歴史にみる日本の底力 縄文土器からiPS細胞まで』（小学館101新書） 2011
- 『一冊でわかる古事記』（平凡社新書） 2012
- 『絵画と歴史で解き明かす決定版『古事記』の世界』（梅田紀代志画、小学館） 2012.10.
- 『京都を歴史に沿って歩く本 戦国時代～幕末維新篇』（河出書房新社） 2012.4.
- 『京都を歴史に沿って歩く本 平安～室町時代篇』（河出書房新社） 2012.4.
- 『諏訪大社と武田信玄 戦国武将の謎に迫る!』（青春新書INTELLIGENCE） 2012
- 『初めて読む古事記 神様と神社がわかる本』（角川ソフィア文庫） 2012
- 『歴史の表舞台に立った天皇 その時、天皇は時代をどう変えようとしたのか』（河出書房新社、KAWADE夢新書） 2012
- 『一冊でつかむ日本中世史 平安遷都から戦国乱世まで』（平凡社新書） 2013
- 『国境の日本史』（文春新書） 2013
- 『七福神の謎77』（祥伝社黄金文庫） 2013
- 『宗教に揺さぶられた日本史 宗教勢力は、いかに時の権力と闘い、どう結託したか』（河出書房新社、KAWADE夢新書） 2013
- 『主役になり損ねた歴史人物100』（祥伝社黄金文庫） 2013
- 『日本史の影の主役藤原氏の正体 鎌足から続く1400年の歴史』（PHP文庫） 2013
- 『日本人が知らない家紋の秘密』（大和書房、だいわ文庫） 2013
- 『江戸川乱歩とその時代』（PHP研究所） 2014
- 『語源に隠された日本史 この国の仕組みや日本人の暮らしが浮かび上がる!』（河出書房新社） 2014
- 『神道 日本が誇る「仕組み」』（朝日新書） 2014
- 『地図で読む「魏志倭人伝」と「邪馬台国」』（PHP文庫） 2014
- 『日本の古代史 本当は何がすごいのか』（育鵬社、扶桑社 (発売)） 2014
- 『昭和の武士道 悪用された戦陣訓』（河出書房新社） 2015
- 『「地形」で読み解く世界史の謎』（PHP文庫） 2015
- 『日本の名字』（角川新書） 2015
- 『八百万の神々の謎』（祥伝社黄金文庫） 2015
- 『 日本史の「なぜ?」が読み解ける歴史古典この10冊』（河出書房新社、KAWADE夢文庫） 2016
- 『「宗教」で読み解く世界史の謎』（PHP文庫） 2016
- 『地図で読む「古事記」「日本書紀」 図解』（PHP研究所） 2016
- 『渡来人とは何者だったか その素性渡航時期や規模大和朝廷下での足跡…』（河出書房新社） 2016
- 『古事記と日本書紀 どうして違うのか』（河出書房新社、KAWADE夢文庫） 2017
- 『「国境」で読み解く世界史の謎』（PHP文庫） 2017
- 『猫づくし日本史』（河出書房新社） 2017
- 『誰が天照大神を女神に変えたのか』（PHP新書） 2017

### 編著・監修
- 『邪馬台国辞典』（同成社） 1986
- 『聖徳太子のすべて』（前之園亮一共編、新人物往来社） 1988
- 『古代天皇のすべて』（前之園亮一共編、新人物往来社） 1988
- 『日本書紀のすべて』（新人物往来社） 1991
- 『古代女帝のすべて』（新人物往来社） 1991
- 『聖徳太子事典』（黛弘道共編、新人物往来社） 1991
- 『日本古代社会史研究』（同成社） 1991
- 『古代史用語事典』（新人物往来社） 1991
- 『「兄弟型」で解く江戸の怪物』（畑田国男共著、トクマオリオン） 1993
- 『古代日本の稲作』（山岸良二共編、雄山閣出版） 1994
- 『邪馬台国を知る事典』（山岸良二共編、東京堂出版） 1999
- 『古代史歴史散歩 日本人の原点を訪ねて』（講談社文庫） 1999
- 『原始・古代の日本海文化』（山岸良二共編、同成社） 2000
- 『図解雑学 横割り世界史』（ナツメ社） 2006
- 『キーワードで引く古事記・日本書紀事典』（菊池克美共編、東京堂出版） 2006
- 『日本人のための神道入門』（グレイル共著、宝島社新書） 2007
- 『ササッとわかる開運ご利益参り』（講談社） 2007、のち改題文庫化『開運ご利益参り』（講談社+α文庫）
- 『古代国家と天皇』（同成社） 2010
- 『平城京の「謎」 絢爛の迷宮』（監著、主婦と生活社） 2010
- 『平城京遊行 古代史の光と影を追う』（監著、TAC出版事業部） 2010
- 『地図でめぐる神社とお寺』（帝国書院編集部共著、帝国書院） 2012
- 『地図・年表・図解でみる日本の歴史』（大石学, 小林英夫共監修、小学館） 2012
- 『日本男色物語 奈良時代の貴族から明治の文豪まで』（監修、カンゼン） 2015
- 『日本人が実は知らないニッポンの「謎」学』（監修、永岡書店） 2016
- 『戦国武将勢力パノラマ大地図帖』（監修、宝島社） 2017

### 現代語訳
- 『歴史書「古事記」全訳』（東京堂出版） 2012